# 穗鬚原鯉
穗鬚原鯉（学名：Probarbus jullieni），又名穗鬚原魮、黃金七紋大鯉或朱林氏原䰾，為輻鰭魚綱鯉形目鯉科的其中一種。分佈在柬埔寨、老撾、馬來西亞、泰國及越南。牠們很大，可以長達1.5米及重70公斤。牠們主要棲息在一些大河流，如湄公河。牠們是一種美味的食物，因很稀有，故價值很高。牠們稀少的原因是過度的漁獵。

## 外部連結
- Froese, R. & Pauly, D. (eds.) (2007). Probarbus jullieni. FishBase. Version 2007-01.

穗鬚原鯉的圖片 （页面存档备份，存于）